# Metropoliten Kijów
AF Metropoliten Kijów (ukr. Міні-футбольний клуб «АФ Метрополітен» Київ, Mini-Futbolnyj Kłub "AF Metropoliten" Kyjiw) – ukraiński klub futsalu, mający siedzibę w mieście Kijów. Od sezonu 2005/06 do 2008/09 występował w futsalowej Wyższej Lidze Ukrainy.

## Historia
Chronologia nazw:
- 1999: Kyjiwski Metropoliten Kijów (ukr. «Київський метрополітен» Київ)
- 2010: AF Metropoliten Kijów (ukr. «АФ Метрополітен» Київ)
- 2011: klub rozwiązano

Klub futsalowy Kyjiwski Metropoliten Kijów został założony w Kijowie w 1999 roku i reprezentował miejskie przedsiębiorstwo Kyjiwski Metropoliten. W sezonie 1999/2000 klub debiutował w profesjonalnych rozgrywkach Drugiej Ligi, zajmując 4.miejsce w finale. W następnym sezonie 2000/01 startował w Pierwszej Lidze. W końcowej tabeli grupy zachodniej zajął trzecie miejsce. W 2002 i 2003 był szóstym, a w 2004 czwartym w grupie zachodniej. W sezonie 2004/05 zespół najpierw uzyskał trzecią lokatę w grupie zachodniej, a potem w finale wywalczył tytuł mistrza Pierwszej Ligi. W sezonie 2005/06 klub debiutował w Wyższej Lidze, zajmując 12.miejsce. W następnym sezonie 2006/07 awansował na 9.lokatę. Sezon 2007/08 zakończył na ostatniej 15.pozycji i spadł do Pierwszej Ligi. W 2010 zmienił nazwę na AF Metropoliten Kijów i po raz ostatni startował w rozgrywkach Pierwszej Ligi. Po zakończeniu sezonu 2010/11, w którym zajął ostatnie 9.miejsce, klub zrezygnował z dalszych rozgrywek i został rozwiązany.

## Barwy klubowe, strój
| Żółty | Zielony |

Zawodnicy klubu zazwyczaj grali swoje mecze domowe w żółtych strojach.

## Sukcesy

### Trofea międzynarodowe
Nie uczestniczył w rozgrywkach europejskich (stan na 31-05-2019).

### Trofea krajowe
| \| \| Zdobyte trofea w rozgrywkach Ukrainy (stan na: 31-05-2019) \| |                                                            |      |          |
| Rozgrywki                                                           | Osiągnięcie                                                | Razy | Sezon(y) |
| · Mistrzostwo                                                       | I miejsce                                                  | 0    |          |
| · Mistrzostwo                                                       | II miejsce                                                 | 0    |          |
| · Mistrzostwo                                                       | III miejsce                                                | 0    |          |
| · Mistrzostwo                                                       | 9.miejsce                                                  | 1    | 2006/07  |
| Puchar                                                              | zdobywca                                                   | 0    |          |
| Puchar                                                              | finalista                                                  | 0    |          |
| II liga                                                             | I miejsce                                                  | 1    | 2004/05  |
| II liga                                                             | II miejsce                                                 | 0    |          |
| II liga                                                             | III miejsce                                                | 0    |          |
| Ukraina                                                             | Zdobyte trofea w rozgrywkach Ukrainy (stan na: 31-05-2019) |      |          |

## Struktura klubu

### Stadion
Klub rozgrywał swoje mecze domowe w hali sportowej w Kijowie.

### Sponsorzy
- "Kyjiwski Metropoliten"